# Edward Robert Adams
Edward Robert Adams (ur. 24 maja 1934 w Retreat) – południowoafrykański duchowny rzymskokatolicki, w latach 1983–2010 biskup Oudtshoorn.

## Życiorys
Święcenia kapłańskie przyjął 6 stycznia 1966. 2 maja 1983 został prekonizowany biskupem Oudtshoorn. Sakrę biskupią otrzymał 16 lipca 1983. 28 maja 2010 przeszedł na emeryturę.